# Triumph Studios
Pour les articles homonymes, voir Triumph.
 (octobre 2017).
Si vous disposez d'ouvrages ou d'articles de référence ou si vous connaissez des sites web de qualité traitant du thème abordé ici, merci de compléter l'article en donnant les références utiles à sa vérifiabilité et en les liant à la section « Notes et références ».
Triumph Studios est une entreprise néerlandaise de développement de jeu vidéo basée à Delft. L'équipe a notamment développé la série d'action-aventure Overlord et la série de jeux de stratégie au tour par tour Age of Wonders. Le 30 juin 2017, Paradox Interactive annonce avoir acquis le studio[réf. nécessaire].

## Jeux développés
- Age of Wonders (1999)
- Age of Wonders 2: The Wizard's Throne (2002)
- Age of Wonders: Shadow Magic (2003)
- Overlord (2007)
- Overlord: Raising Hell (2008)
- Overlord II (2009)
- Overlord: Dark Legend (2009)
- Age of Wonders III (2014)
- Age of Wonders: Planetfall (2019)
- Age of Wonders IV (2023)